# Masztodonfélék
A masztodonfélék (Mammutidae) az emlősök (Mammalia) osztályának ormányosok (Proboscidea) rendjébe, ezen belül az elefántalakúak (Elephantiformes) alrendjébe tartozó fosszilis család.
A csontmaradványaiból rekonstruált masztodonok első látásra napjaink elefántjaira (Elephantidae) emlékeztetnek, valójában azonban anatómiailag különböznek tőlük, ami azt mutatja, hogy önálló evolúciós vonalat képviselnek.
A Mammutidae (görög μαστός és οδούς "gumófogú") név magyarul megtévesztő lehet: a névhasonlóság ellenére a mamutok (Mammuthus) sem a masztodonokhoz, hanem az igazi elefántfélék családjához tartoznak.
Egy fontos különbség, hogy az elefánt zápfogainak rágófelületét keskeny zománctaréjok borítják, míg a masztodonét kerek gumók sorai. Mindez életmódbéli különbséget is jelez: az elefántok és a mamutok legeltek, a masztodonok azonban a magasabban elérhető leveleket fogyasztották.

## Előfordulásuk
A masztodonok igen elterjedtek voltak a miocén korban. A masztodonfélék termete hasonlított az ázsiai elefántokéhoz (Elephas maximus).
A mai Észak-Amerikában is nagy területeken élt az amerikai masztodon, de leggyakoribb a mai Egyesült Államok keleti részének legutóbbi jégkorszak fenyőerdőiben volt, bár alacsonyan fekvő és melegebb környezetben is élt. Maradványait 300 kilométerre az északkeleti partoktól is megtalálták, olyan területeken, amelyek a jégkorszak idején, amikor csökkent a világtenger szintje, száraz vidékek voltak. Masztodon fosszíliákat találtak Washington államban az Olimpiai-félszigeten, Fort Wayne-től északra Indiana államban, a kanadai, új-skóciai Stewiackban, és Közép-Amerikában.
Eurázsiában a masztodonfélék már mintegy 781 000 évvel ezelőtt kihaltak, Észak-Amerikában azonban csak 11 000 évvel ezelőtt tűntek el, a pleisztocén megafaunával együtt. Kipusztulásukban szerepet játszhatott fokozódó vadászatuk. Egyes újabb tanulmányok szerint azonban a kipusztulás oka legalább részben a tuberkulózisbetegség is lehetett.

## Megjelenésük
A masztodonok szőrrel fedettek voltak, mint a gyapjas mamut (Mammuthus primigenius). Különbség a két csoport közt nem csak fogaikban volt: a masztodonok koponyája nagyobb és laposabb, a csontvázuk pedig robusztusabb. A masztodonok ugyanakkor nem rendelkeztek a mamutokra jellemző finom alsó szőrzettel.
Agyaruk akár a 3 méteres hosszúságot is meghaladhatta, és majdnem egyenes állású volt, szemben a mamutok íves agyarával. A fiatal hímek csökevényes alsó agyarral is rendelkeztek, ezt azonban felnőtt korukban elhullatták. Az agyart valószínűleg az ágak eltöréséhez használták, de szerepet játszhatott a párosodás előtti vetélkedésben is. Az egyik agyar gyakran rövidebb volt a másiknál, ami azt mutatja, hogy valószínűleg fennállt náluk az emberekre is jellemző testi aszimmetria. A fosszilizálódott agyarak alsó része az évente megújuló küzdelem nyomait mutatja.

## Rendszerezés
A családba az alábbi 5 nem tartozik:
- †Eozygodon Tassy & Pickford, 1983 - kora miocén; Afrika
- †Losodokodon Rasmussen & Gutiérrez, 2009 - késő oligocén; Kenya
- †masztodon (Mammut) Blumenbach, 1799 - késő miocén-kora holocén; Eurázsia, Észak-Amerika - típusnem
- †Sinomammut Mothé et al., 2016[3] - középső miocén; Ázsia
- †Zygolophodon Vacek, 1877 - kora miocén-középső pleisztocén; Afrika, Eurázsia, Észak-Amerika

### Fordítás
- Ez a szócikk részben vagy egészben  a   Mammutidae című angol Wikipédia-szócikk ezen változatának fordításán alapul.  Az eredeti cikk szerkesztőit annak laptörténete sorolja fel. Ez a jelzés csupán a megfogalmazás eredetét és a szerzői jogokat jelzi, nem szolgál a cikkben szereplő információk forrásmegjelöléseként.